# 風月堂
風月堂（日语：／ Fūgetsudō）是日本各地許多西式糕點和和菓子生產商的名稱。它起源於江戶時代中期由小倉喜右衛門（後來改名為大住喜右衛門）在江戶開設的和菓子店。由於明治時代以來的分家，幾家公司繼承了這個名字。
日本各地有許多名為風月堂的商店，但他們使用此名稱不一定經過風月堂總本店的同意，在很多情況下他們是與風月堂總本店無關的商店。

## 神戸風月堂

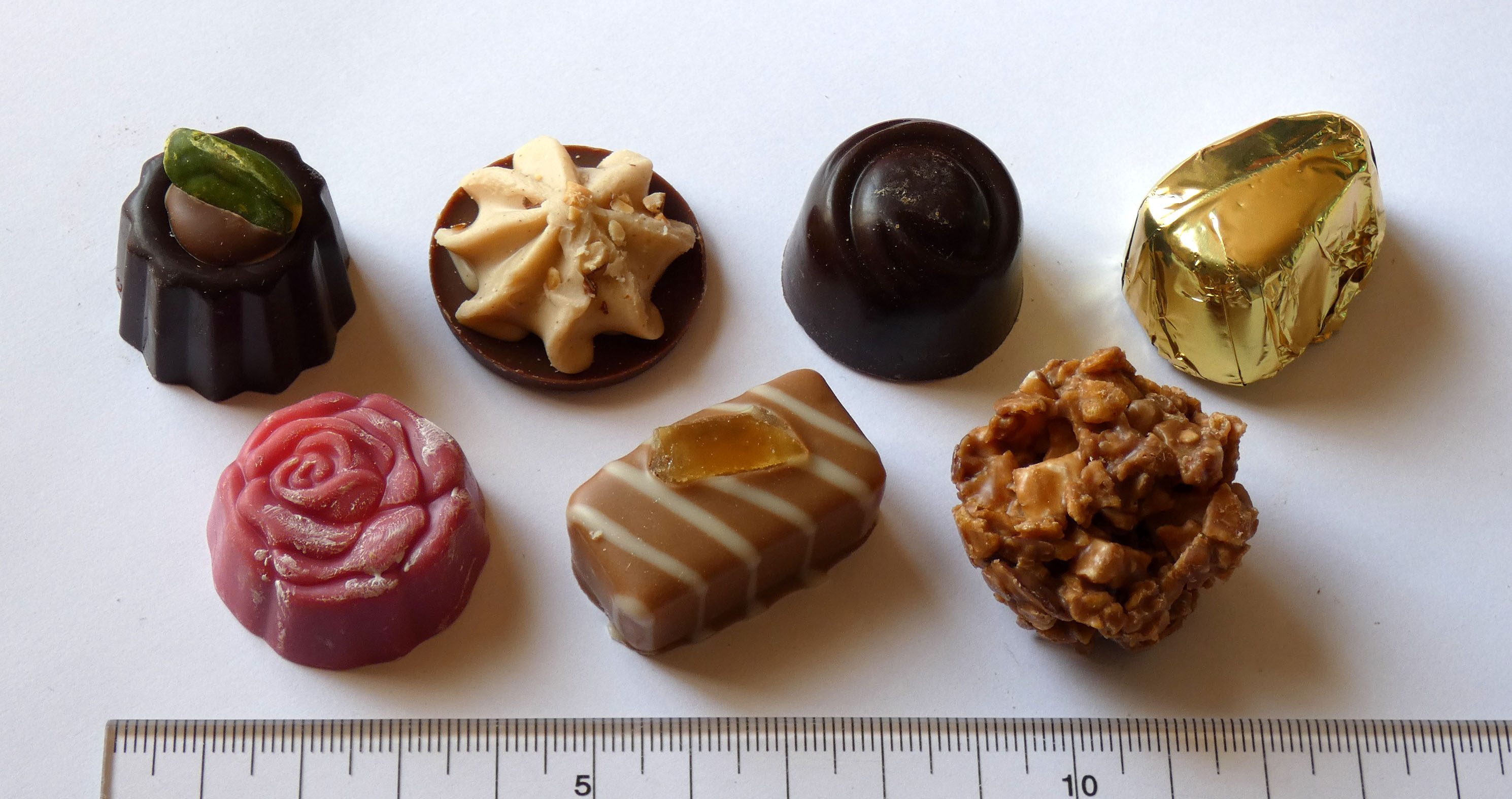
神戸風月堂產品

## 外部連結
- 上野風月堂 （页面存档备份，存于）
- 神戸風月堂 （页面存档备份，存于）
- 東京風月堂 （页面存档备份，存于）